# Trypeticus arriagadai
Trypeticus arriagadai är en skalbaggsart som beskrevs av Kanaar 2003. Trypeticus arriagadai ingår i släktet Trypeticus och familjen stumpbaggar. Inga underarter finns listade i Catalogue of Life.